# Gmach Sejmu Śląskiego w Katowicach
Gmach Sejmu Śląskiego w Katowicach – budynek biurowy w Katowicach, położony na terenie dzielnicy Śródmieście, przy ulicy Jagiellońskiej 25.
Wzniesiony został w latach 1924–1929, stając się największym pod względem kubaturowym budynkiem administracyjnym w Polsce. Symbolizował autonomię województwa śląskiego w II Rzeczypospolitej, gdzie swoją siedzibę miał Urząd Wojewódzki oraz Sejm Śląski. Gmach ten, wzniesiony w stylu neoklasycystycznym, wyróżnia się elewacją z pilastrami oraz bogatymi zdobieniami architektonicznymi. Wewnątrz znajdują się m.in. amfiteatralna sala Sejmowa, reprezentacyjne klatki schodowe w westybulu i korytarze wykończone dekoracjami w stylu art déco.
Gmach pełni funkcję administracyjną. Siedzibę ma tutaj Urząd Marszałkowski Województwa Śląskiego wraz z Sejmikiem Województwa Śląskiego oraz Śląski Urząd Wojewódzki w Katowicach.

## Historia

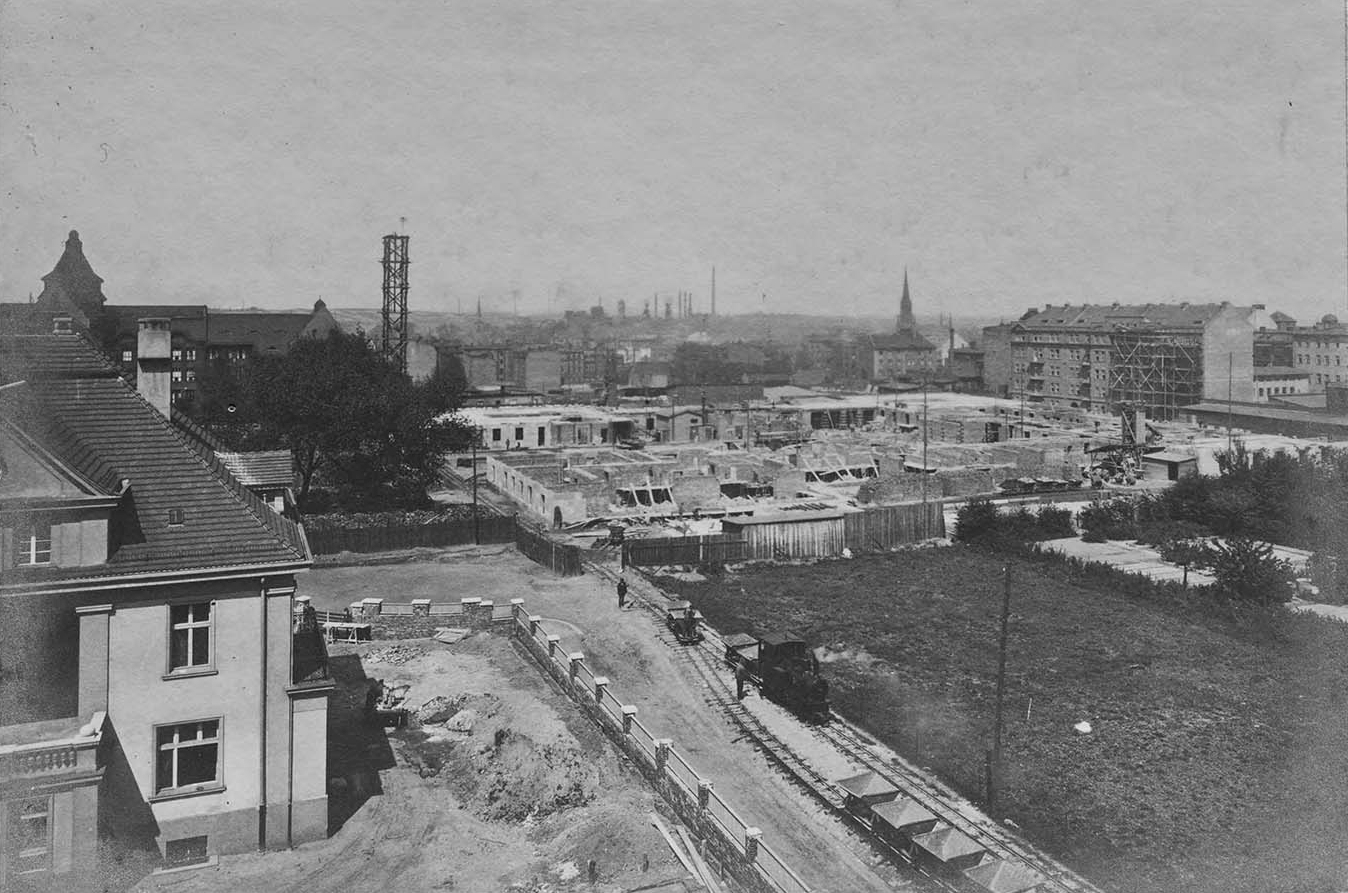
Prace budowlane gmachu Sejmu Śląskiego w kwietniu 1925 roku

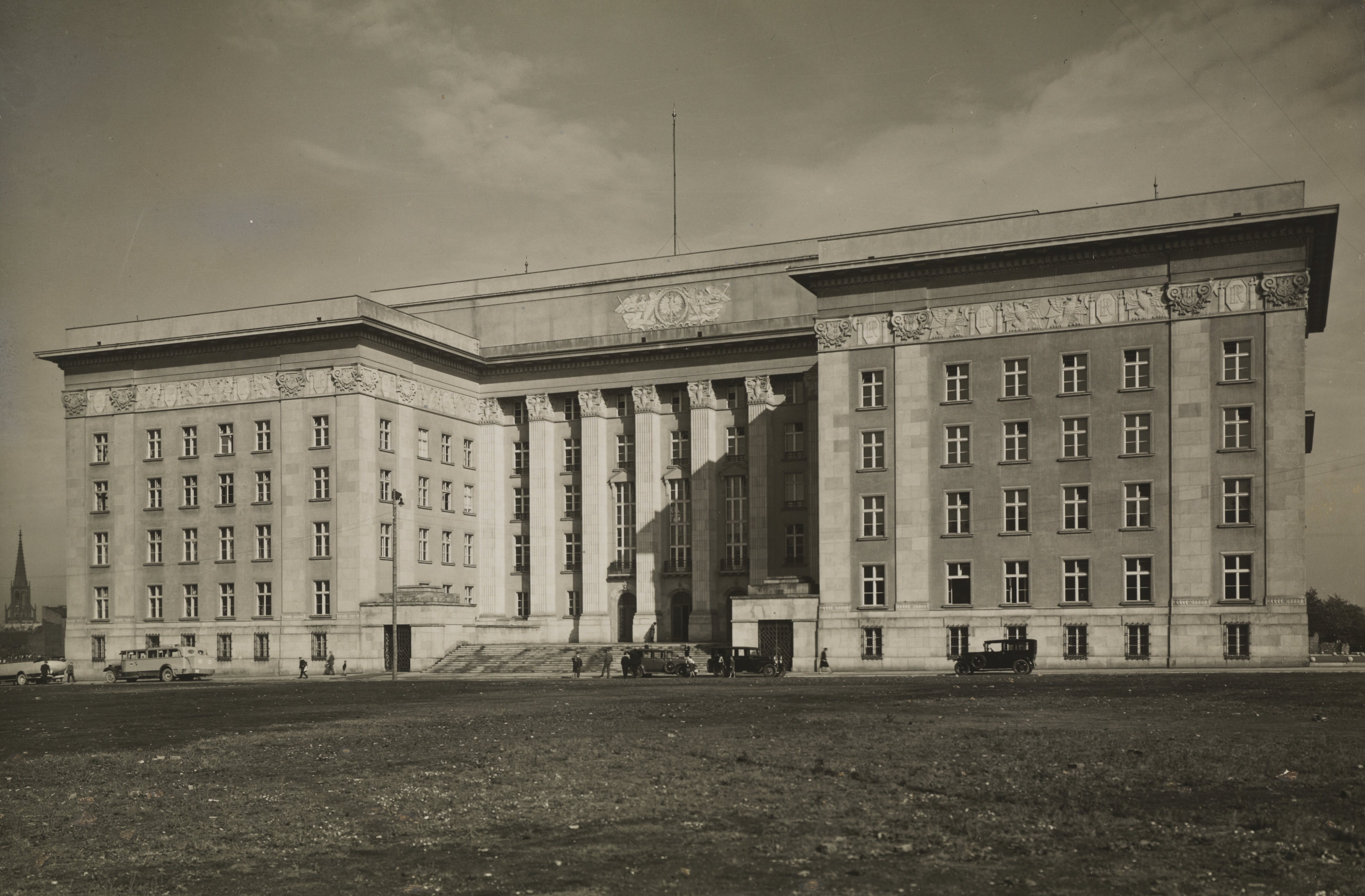
Gmach na zdjęciu wydanym w okresie międzywojennym (po 1929)

W 1922 roku wschodnia część Górnego Śląska wraz z Katowicami została włączona do Polski, a już dwa lata wcześniej, 15 sierpnia 1920 roku Sejm Ustawodawczy przyjął Statut Organiczny Województwa Śląskiego – akt nadający szeroką autonomię województwu śląskiemu, w tym ustanawiający Sejm Śląski. Uroczyste, inauguracyjne posiedzenie nowego organu nastąpiło 10 października 1922 roku. Pierwszą, tymczasową siedzibą Urzędu Wojewódzkiego i Sejmu Śląskiego był budynek dawnej Szkoły Rzemiosł Budowlanych przy ulicy Wojewódzkiej. Autonomiczne władze wojewódzkie potrzebowały jednak własnej siedziby adekwatnej do swoich zadań i rangi. Decyzję o budowie gmachu Urzędu Wojewódzkiego i Sejmu Śląskiego podjęto w grudniu 1922 roku – 20 grudnia wojewoda śląski Zygmunt Żurawski powołał Komitet Budowy Gmachu Urzędu.
9 maja 1923 roku został ogłoszony konkurs otwarty na projekt budynku. Wymogami konkursu było m.in. zachowanie monumentalnego charakteru siedziby władz oraz wykluczenie stylu gotyckiego kojarzonego wówczas z kulturą i tradycją niemiecką. Na konkurs wpłynęło na 67 prac od 65 pracowni, a do realizacji wybrano projekt krakowskich architektów Kazimierza Wyczyńskiego, Stefana Żeleńskiego i Piotra Jurkiewicza, którzy otrzymali pierwszą nagrodę. Werdykt jury konkursowego ogłoszono 15 września 1923 roku.
Budowę gmachu rozpoczęto wiosną 1924 roku. Rok później sięgał on wysokości pierwszego piętra, a w 1926 roku przykryto go żelbetowym stropem. Roboty wykończeniowe oficjalnie trwały do 1929 roku, lecz w rzeczywistości zakończyły się w pełni w 1932 roku. Budynek został poświęcony 5 maja 1929 roku przez biskupa katowickiego ks. Arkadiusza Lisieckiego, a w uroczystości tej uczestniczył m.in. prezydent Polski Ignacy Mościcki.
Była to największa inwestycja budowlana okresu międzywojennego w Katowicach, a także jedyny w kraju obiekt łączący funkcje siedziby parlamentu i władzy wykonawczej. Był wówczas także pod względem kubatury największym zrealizowanym budynkiem w Polsce. Jego budowa została w całości sfinansowana ze środków województwa śląskiego, a jej pełny koszt (wraz z wyposażeniem gmachu) wyniósł 12,5 mln złotych.

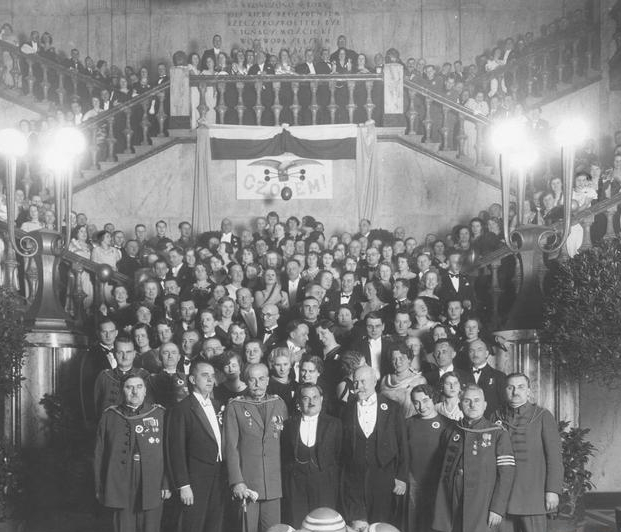
Politycy województwa śląskiego oraz władze i członkowie Towarzystwa Gimnastycznego „Sokół” w westybulu gmachu Sejmu Śląskiego (1934)

Do wybuchu II wojny światowej w gmachu Sejmu Śląskiego mieściło się również (w założeniu tymczasowo), powstałe w 1929 roku Muzeum Śląskie w Katowicach, którego otwarcie w specjalnie dla niego wybudowanym budynku przy późniejszym placu Bolesława Chrobrego miało nastąpić w 1940 roku. Inauguracja tymczasowej ekspozycji w gmachu Sejmu Śląskiego przez wojewodę śląskiego Michała Grażyńskiego nastąpiła 29 maja 1930 roku. Ponadto w gmachu odbywały się wystawy, w tym: I. Wszechsłowiańska Wystawa Filatelistyczna Numizmatyki, wystawa sztuki sakralnej (prezentowano na niej m.in. witraże Józefa Mehoffera) czy Wystawa Książki Polskiej.
W okresie niemieckiej okupacji Polski w latach 1939–1945 gmach stał się siedzibą najważniejszych nazistowskich instytucji na Górnym Śląsku. Już 4 września 1939 roku został zajęty przez Szefa Zarządu Cywilnego pod przywództwem Otto Fitznera. Od października 1939 roku był siedzibą rejencji katowickiej, której prezydentem został Walter Springorum, a po utworzeniu na początku 1941 roku prowincji górnośląskiej siedzibą nadprezydium i kierownictwa okręgowego NSDAP, na czele których stanął nadprezydent i gauleiter Fritz Bracht. Przemianował on przedwojenny gmach Sejmu Śląskiego na „Gauhaus” (z niem. Dom Okręgowy). Budynek został przez Niemców opuszczony w dniach 25-27 stycznia 1945 roku podczas ewakuacji spowodowanej zbliżającymi się do Katowic wojskami sowieckimi.
Po 1945 roku samorządowy gmach został upaństwowiony. W czasach Polski Ludowej realny ośrodek decyzyjny władz przeniósł się do gmachu Komitetu Wojewódzkiego PZPR w Katowicach po drugiej stronie współczesnego placu Sejmu Śląskiego. W tym czasie gmach Sejmu Śląskiego był siedzibą m.in. Prezydium Wojewódzkiej Rady Narodowej. Gmach przez lata niszczał i dopiero powołany przez premiera Tadeusza Mazowieckiego w 1990 roku wojewoda katowicki Wojciech Czech rozpoczął starania nad przywróceniem historycznego wyglądu wnętrz. Wcześniej, bo 18 sierpnia 1978 roku został wpisany do rejestru zabytków, natomiast 22 października 2012 roku ustanowiono go pomnikiem historii.
W 2014 roku zakończono pierwszy etap remontu sali Sejmowej, w ramach którego odtworzono jego przedwojenny wygląd (m.in. fotel przeznaczony dla marszałka czy miejsce dla stenografów), a także wyposażono ją m.in. w klimatyzację oraz systemy do głosowania, audiowizualny i teleinformatyczny. W drugim etapie, obejmującym galerię i kuluary, prace trwały do 2015 roku. W 2024 roku rozpoczęły się prace nad renowacją znajdującej się w gmachu windy paciorkowej, w ramach której zaplanowano m.in. przywrócenie przedwojennego wyglądu kabin windy.

## Ogólna charakterystyka

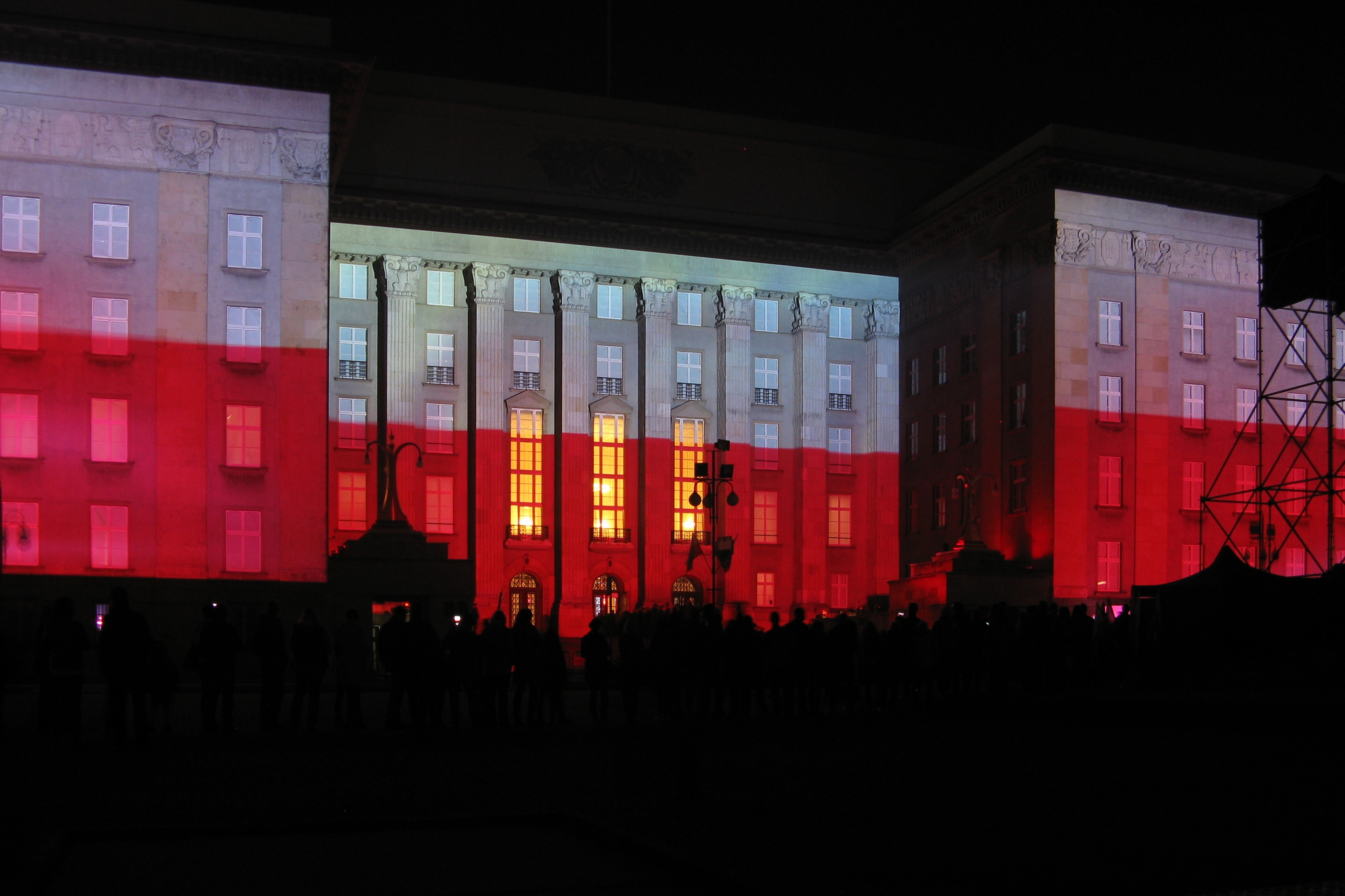
Gmach z iluminacją dzień przed obchodami Narodowego Święta Niepodległości w 2018 roku

Gmach Sejmu Śląskiego to budynek biurowy położony przy ulicy Jagiellońskiej 25 w Katowicach, w południowej części dzielnicy Śródmieście. Zajmuje kwartał ograniczony od północy ulicą Jagiellońską, od południa ulicą J. Ligonia, od zachodu ulicą J. Lompy, a od wschodu ulicą W. Reymonta. Siedzibę mają w nim: Urząd Marszałkowski Województwa Śląskiego, Śląski Urząd Wojewódzki oraz Sejmik Województwa Śląskiego.
Jest to obiekt murowany o konstrukcji żelbetowej z wypełnieniem ceglanym. Przyziemie ryzalitów oraz cokoły pilastrów we wnękach wejściowych licowane są płytami z piaskowca szydłowieckiego. Powierzchnia zabudowy gmachu wynosi 6 681 m², szerokość (od strony placu Sejmu Śląskiego) 92 m, długość (wzdłuż ulicy Jagiellońskiej) 106,5 m, a wysokość 31 m (z attyką 33,4 m). Liczy łącznie 8 kondygnacji: dwie podziemne, pięć nadziemnych i piętro w partii zwieńczenia gmachu – jego okna wychodzą na dziedziniec. Łącznie okien w budynku jest 1,3 tys. Budynek wewnątrz posiada 634 pomieszczenia o łącznej kubaturze 161 474 m³.
Został wzniesiony w stylu nawiązującym do klasycyzmu (neoklasycyzm), natomiast dekoracje rzeźbiarskie fasad w postaci tarcz z inicjałami „RP”, rózg liktorskich i orłów legionowych (na fryzie) oraz wystrój wnętrz, szczególnie westybulu i sali Sejmowej, nawiązują do stylistyki art déco. Zespół wykonawczy gmachu tworzyli architekci: Stefan Żeleński, Piotr Jurkiewicz i Ludwik Wojtyczko.
Gmach uznany jest za pomnik historii, wpisany jest do rejestru zabytków nieruchomych pod nr. A/285/09 i do gminnej ewidencji zabytków miasta Katowice, a także włączony jest do strefy ochrony konserwatorskiej ustanowionej na podstawie przepisów uchwalonego 28 maja 2014 roku miejscowego planu zagospodarowania przestrzennego.

## Architektura zewnętrzna

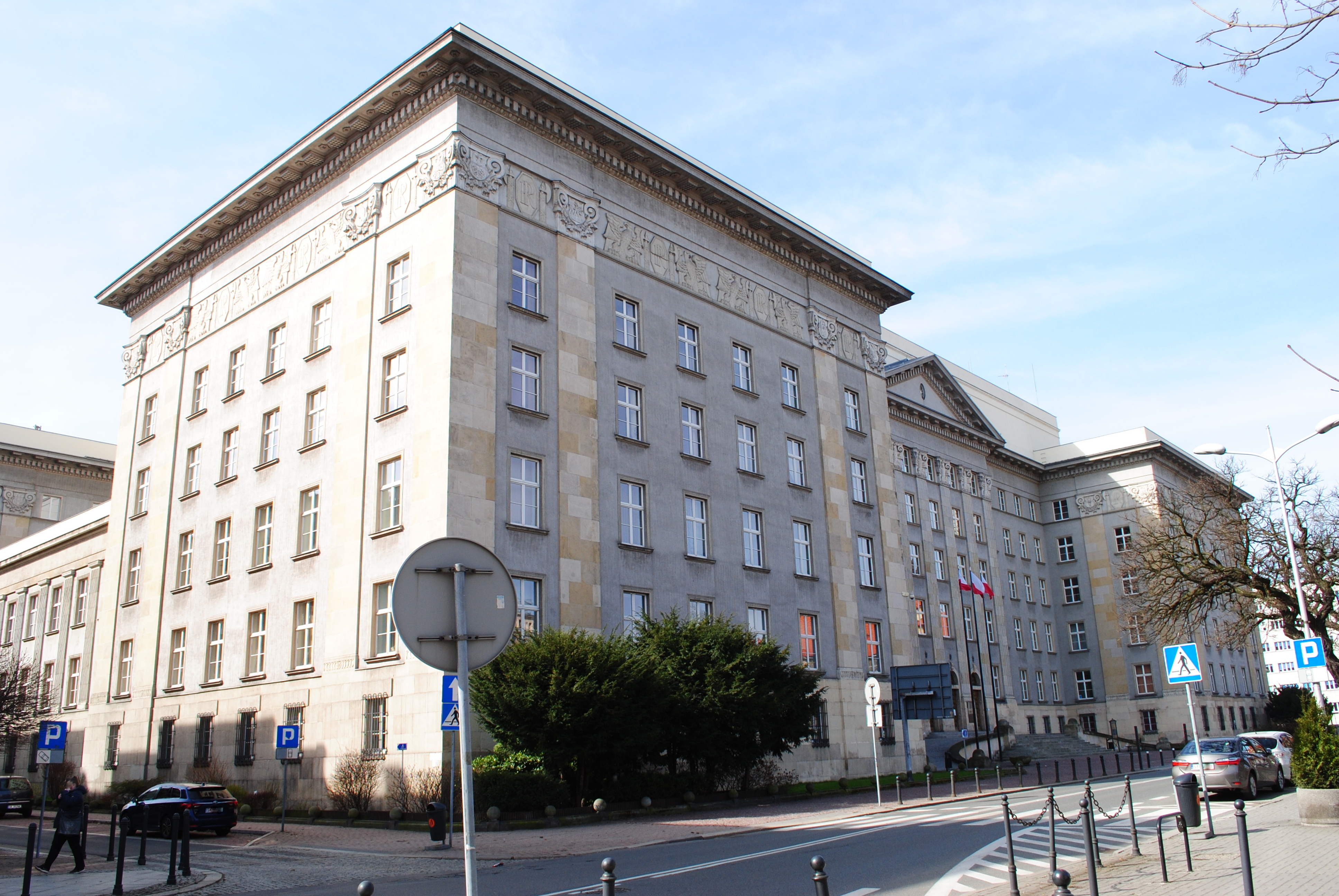
Gmach Sejmu Śląskiego widziany od strony ulicy Jagiellońskiej (2021)

Bryła gmachu Sejmu Śląskiego jest zwarta i symetryczna, z osią symetrii biegnącą w kierunku wschód-zachód, zwieńczona dachem pogrążonym krytym blachą, ukrytym za attyką. Składa się z czteroskrzydłowego korpusu głównego flankowanego w narożach ryzalitami, z wewnętrznymi podwórkami w formie studni. Ryzality te tworzą formy bastionów, przez co gmach porównywany jest do typu palazzo in fortezza. W bloku środkowym gmachu umieszczona jest sala Sejmowa.
Monumentalność bryły budynku podkreślono pilastrami w wielkim porządku, których kapitele ozdobiono rzeźbami orłów legionowych (w głównym korpusie gmachu) lub herbami górnośląskich miast (w ryzalitach): Katowic, Bielska, Rybnika, Żor, Bierunia Starego, Wodzisławia Śląskiego, Cieszyna, Miasteczka Śląskiego, Lublińca, Pszczyny i Mysłowic. Poziomy podział elewacji tworzą cokół i partia środkową z fryzem i attyką. Fryz ozdabiają tarcze z inicjałami „RP”, rózgi liktorskie i orłów legionowe. Początkowo na fryzie miały się znajdować przedstawienia uskrzydlonych lwów, jednakże po przewrocie majowym projekt zmieniono na orły legionowe. Attyka w elewacji zachodniej ozdobiona jest dodatkowo płaskorzeźba z godłem Polski i towarzyszącymi mu postaciami geniuszy. Została ona odtworzona w 1987 roku.
Zachodnia elewacja gmachu (główna), gdzie znajduje się wejście do części sejmowej gmachu, jest pięciokondygnacyjna z niską partią cokołu. Zaakcentowana została monumentalnymi schodami i mocniej niż w pozostałych elewacjach, wysuniętymi ryzalitami. Schody te prowadzą do trzech analogicznych wejść, ponad którymi znajdują się podwójne dwukondygnacyjne okna zdobione trójkątnymi frontonami na wspornikach. Elewacje północna i południowa są pięciokondygnacyjne z niską partią cokołu, trzynastoosiowe, artykułowane sześcioma pilastrami. W północnej elewacji w środkowej osi znajdują się trzy otwory wejściowe, a w południowej jeden. Wschodnia elewacja jest trójkondygnacyjna ze skrzydłem z umieszczoną na osi bramą wjazdową.

Detale zewnętrzne gmachu Sejmu Śląskiego
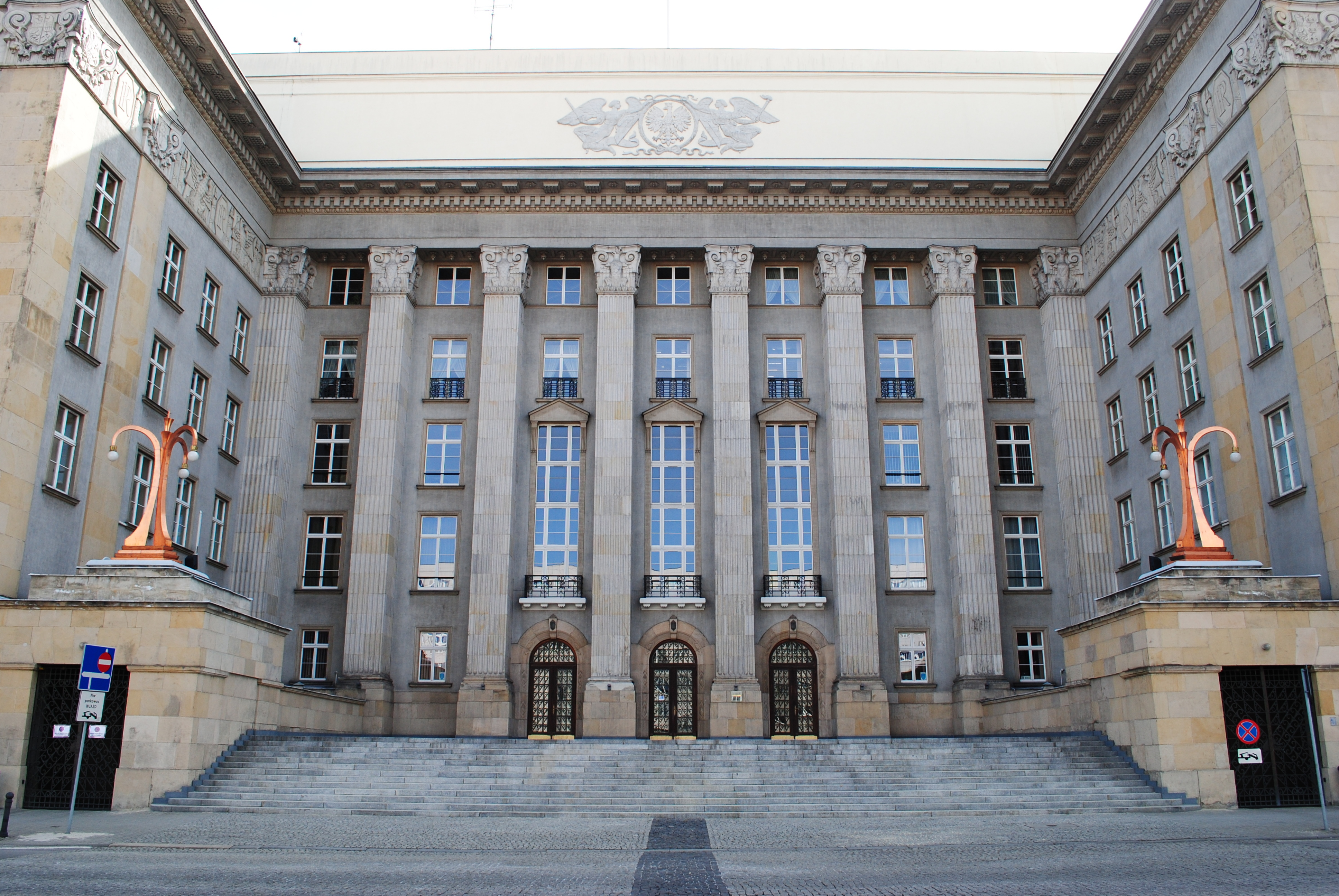
Środkowa część fasady gmachu od strony placu Sejmu Śląskiego
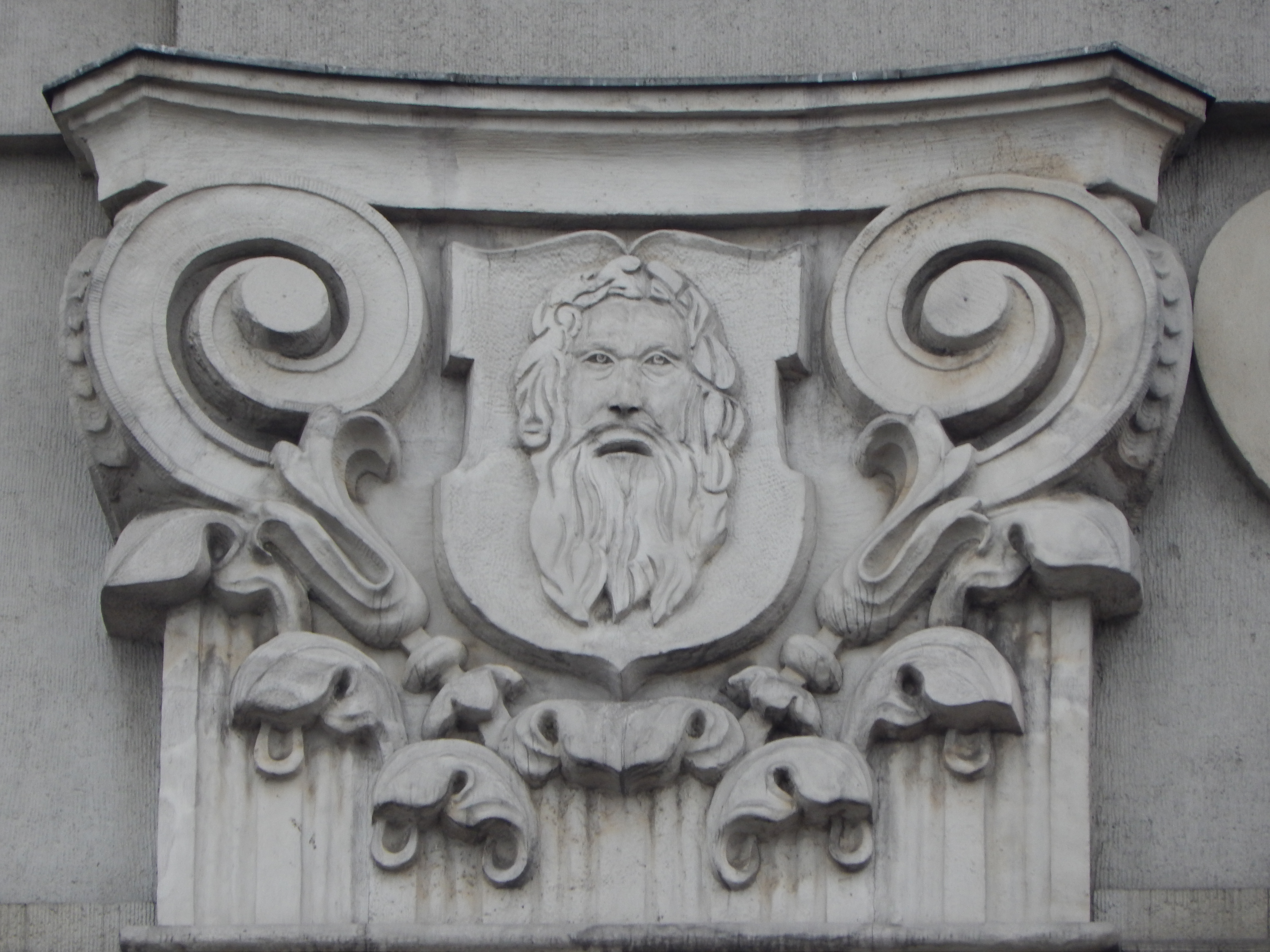
Jeden z herbów miejskich na we fryzie gmachu (Mysłowice)
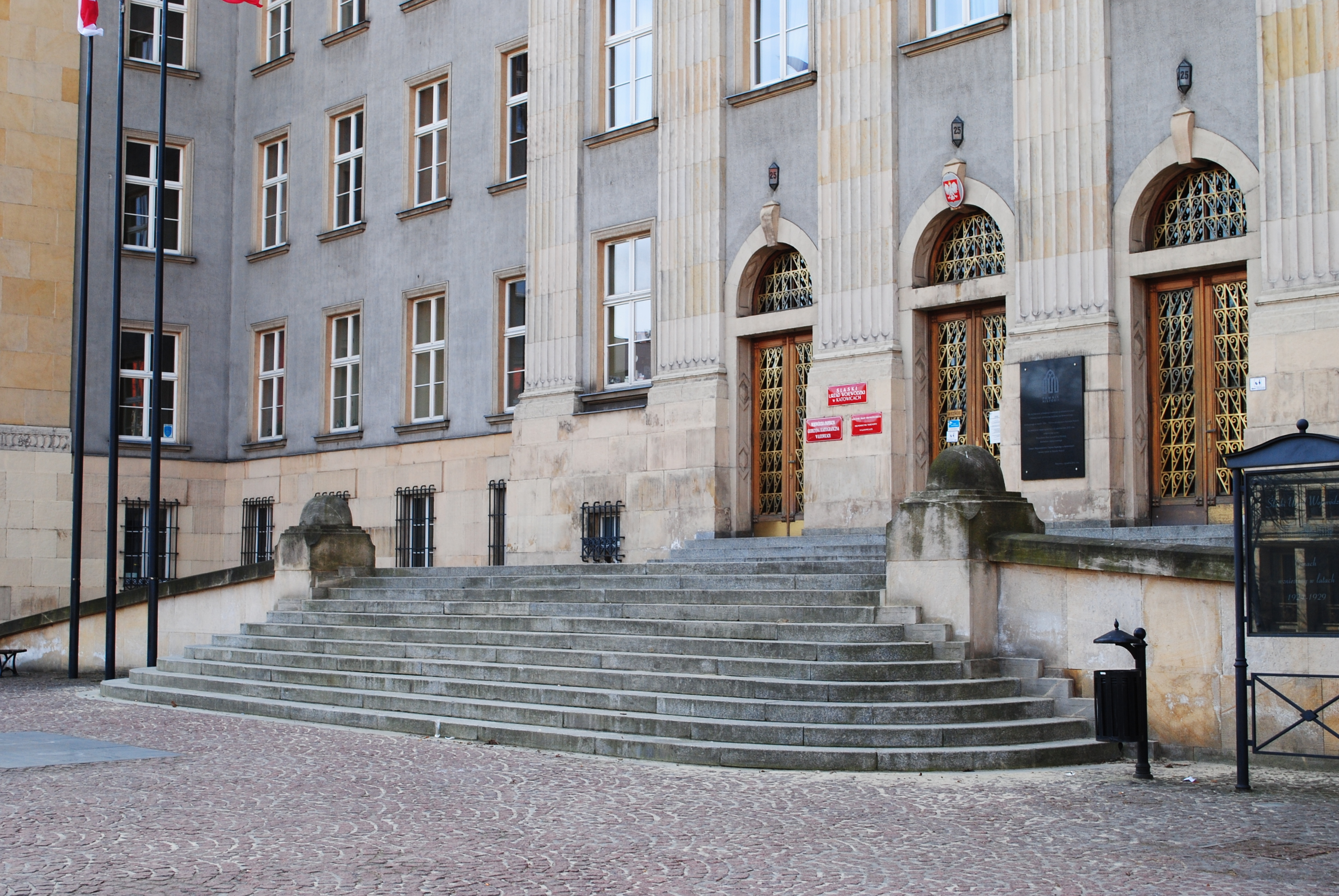
Schody przy wejściu do gmachu Sejmu Śląskiego od strony ulicy Jagiellońskiej

## Architektura wnętrz i wyposażenie

### Westybul

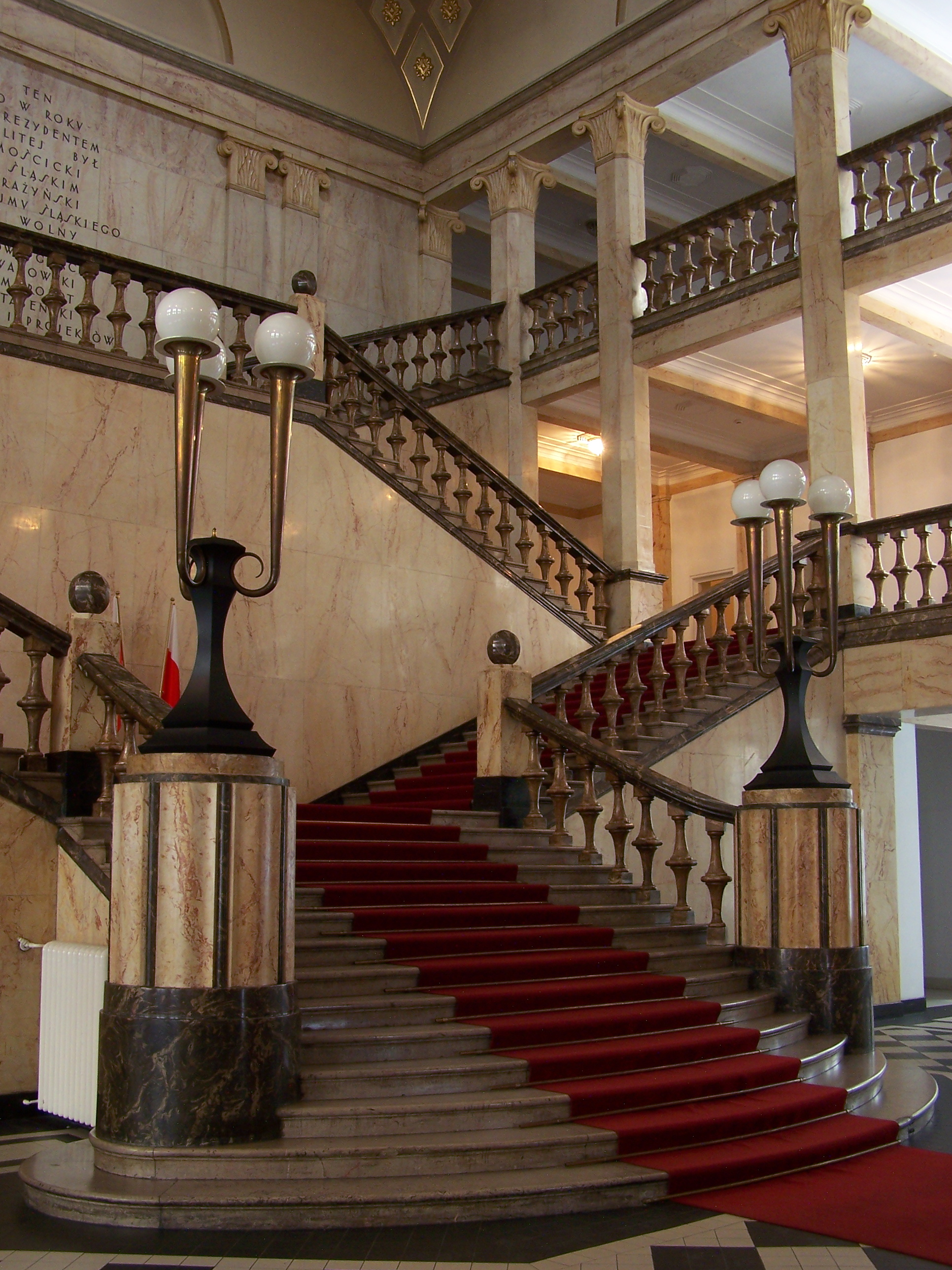
Reprezentacyjna klatka schodowa wewnątrz westybulu (2006)

Westybul jest reprezentacyjną salą z otwartymi korytarzami na kształt renesansowych krużganków i z dwubiegową klatką schodową. Wzniesiona na planie prostokąta sala biegnie przez wysokość wszystkich nadziemnych kondygnacji i nakryta jest kopułą wspartej na pendentywach z latarnią, z której zwornika zwisa żyrandol. 
Westybul wsparty jest na dwubarwnych filarach oblicowanych beżowym marmurem z głowicami z szarego marmuru. Od wschodu przylega do klatki schodowej, a od zachodu zamyka go siedmioosiowa ściana, która wraz z pozostałymi w westybulu jest pokryta sztucznym marmurem. Bezpośrednie wejście do westybulu prowadzi od strony placu Sejmu Śląskiego.
Sala ta jest bogato zdobiona, w większości według projektu Ludwika Wojtyczki. Została ozdobiona dekoracjami ornamentowymi w postaci kapiteli podpór i podniebienia kopuły, gdzie znajdują się wizerunki herbów górnośląskich miast: Katowic, Bielska, Bierunia Starego, Cieszyna, Lublińca, Miasteczka Śląskiego, Mysłowic, Pszczyny, Rybnika, Skoczowa, Wodzisławia Śląskiego i Żor. Na ścianach tarczowych kopuły znajdują się płaskorzeźby z następującymi alegoriami: Śląsk rolniczy, Śląsk przemysłowy, Śląsk powstańczy i Polonia Tronująca. Ich pierwotnym autorem był krakowski artysta Jan Raszka. W czasie niemieckiej okupacji zostały one zniszczone, a w latach 2020–2021 odtworzone.

### Sala Sejmowa

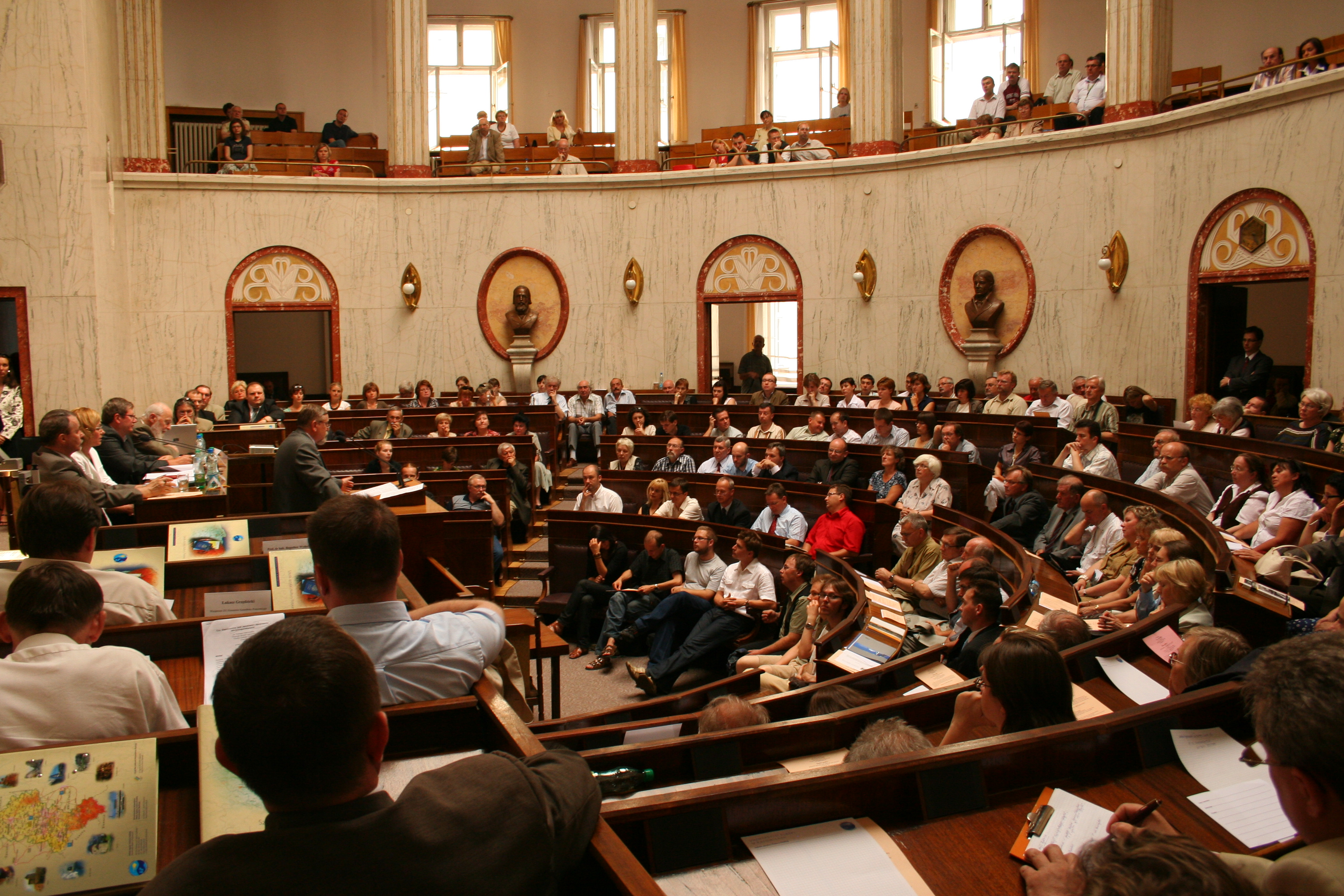
Wnętrza sali Sejmowej w trakcie jednej z konferencji (2008)

Jest dwukondygnacyjna, założona na planie półkola i zakończona prostokątnym prezydium. Jej ściany zostały pokryte sztucznym marmurem, a nakryta jest elipsoidalną, szklaną kopułą, której bęben został wypełniony płytkimi prostokątnymi kasetonami ze złotym malowanym ornamentem na białym tle. Wsparta jest na ośmiu wolnostojących filarach i dwu przyściennych. Nad filarami znajduje się gzyms wyprofilowany w czerwonym marmurze, a nad nim fryz z typie antemionu. 
Salę Sejmową otaczają kuluary, z których do środka prowadzi pięć wejść w zdobionych portalach autorstwa Ludwika Wojtyczki. Pomiędzy wejściami znajdują się cztery wnęki, w których pierwotnie znajdowały się popiersia wielkopolskiego artysty Marcina Rożka przedstawiające: Karola Miarkę, Juliusza Ligonia, Pawła Stalmacha i ks. Józefa Londzina. Zostały zniszczone w czasach II wojny światowej, a w 1986 roku w ich miejsce powstały nowe autorstwa Augustyna Dyrdy z tą różnicą, że zamiast popiersia ks. Józefa Londzina pojawiła się rzeźba Józefa Lompy.
Sala Sejmowa posiada amfiteatralny układ z 140 miejscami dla radnych Sejmiku Województwa Śląskiego (pierwotnie 80 dla posłów i prezydium Sejmu Śląskiego), 30 miejscami dla przedstawicieli Urzędu Wojewódzkiego, 30 miejscami dla prasy i umieszczonymi na galerii 198 miejscami dla publiczności (pierwotnie 120). Centralnym miejscem jest trybuna marszałkowska z bogato zdobionymi fotelami marszałka i wicemarszałków. Pierwotnie za prezydium wisiał kilim projektu Stefanii Ligasiowej wykonany w krakowskiej pracowni Wandy Grottowej.
Była to pierwsza sala parlamentarna na ziemiach polskich i posłużyła jako wzorzec dla Kazimierza Skórewicza, autora rozbudowy gmachu Sejmu RP w Warszawie ukończonej w 1928 roku.

Detale sali Sejmowej
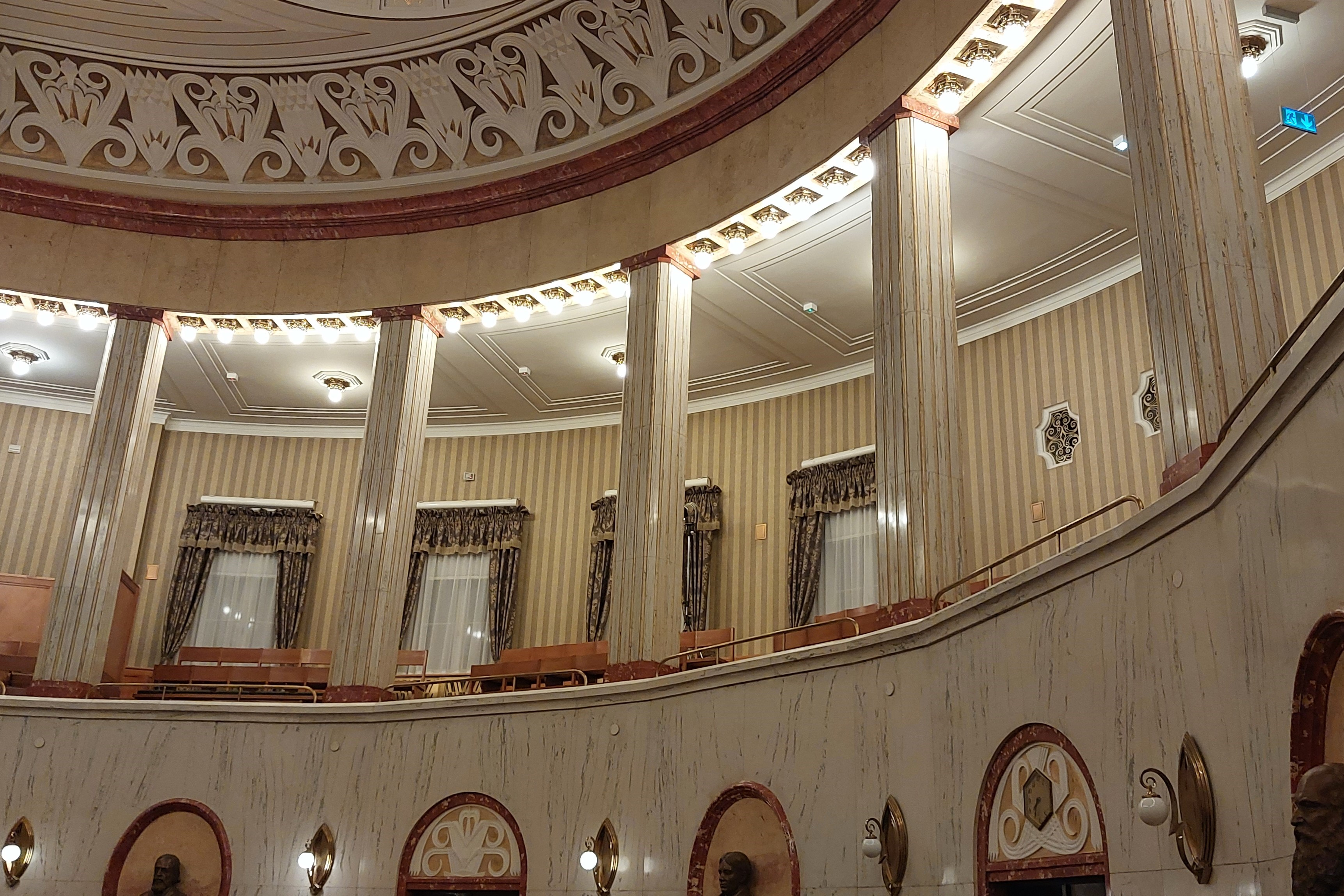
Galeria sali Sejmowej (2024)
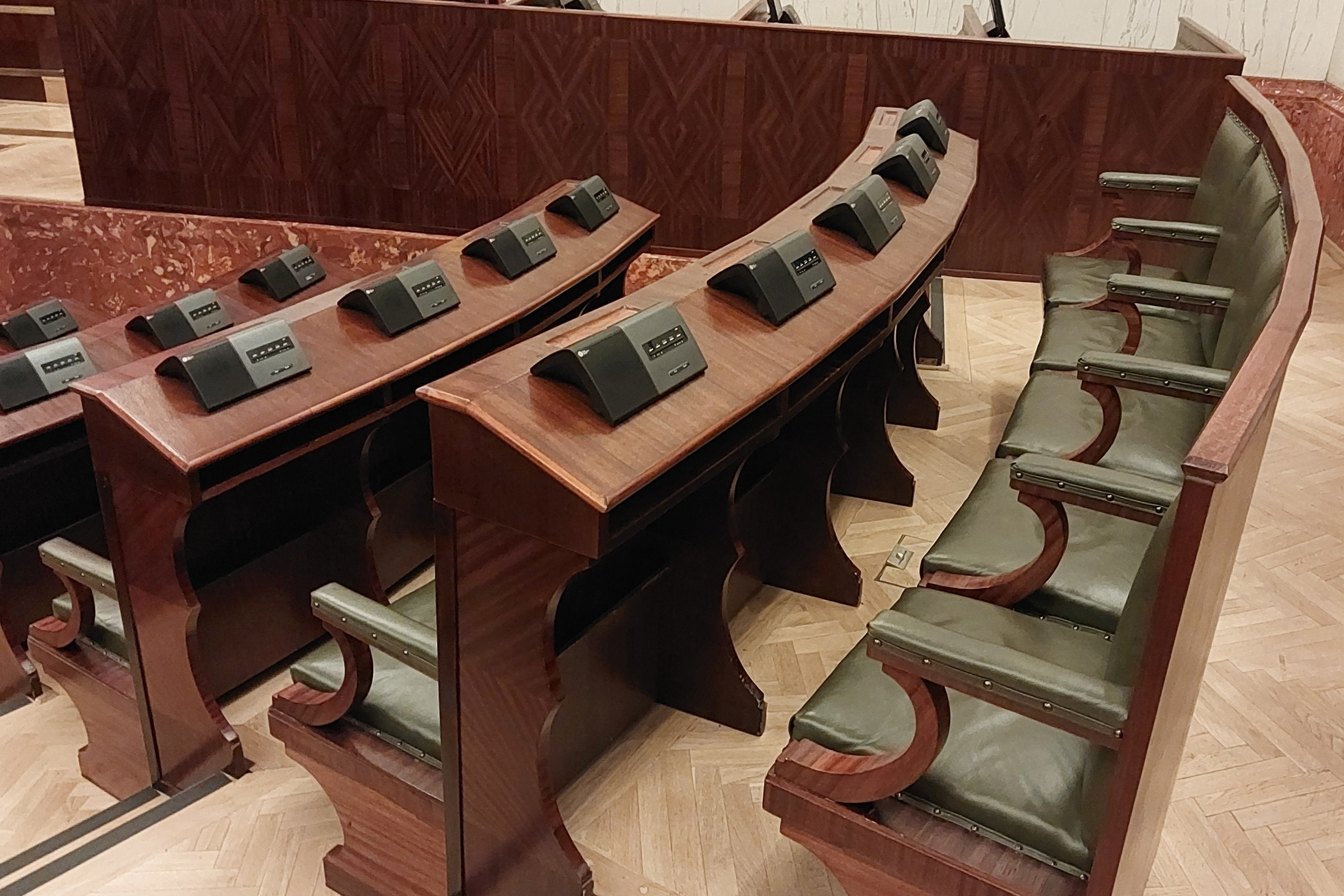
Ławy poselskie po lewej stronie sali (2024)
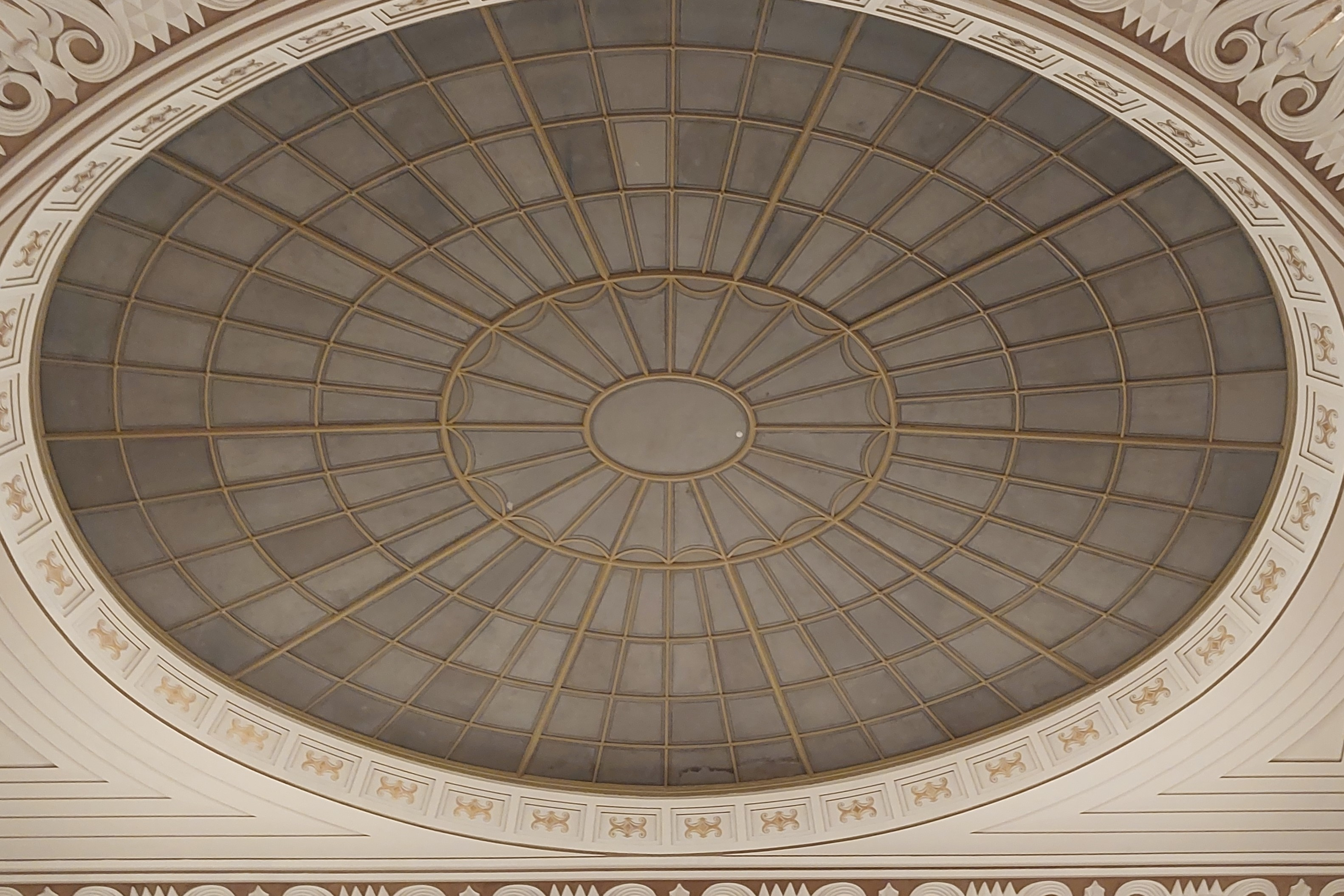
Szklana kopuła wieńcząca salę Sejmowa

### Sala Marmurowa

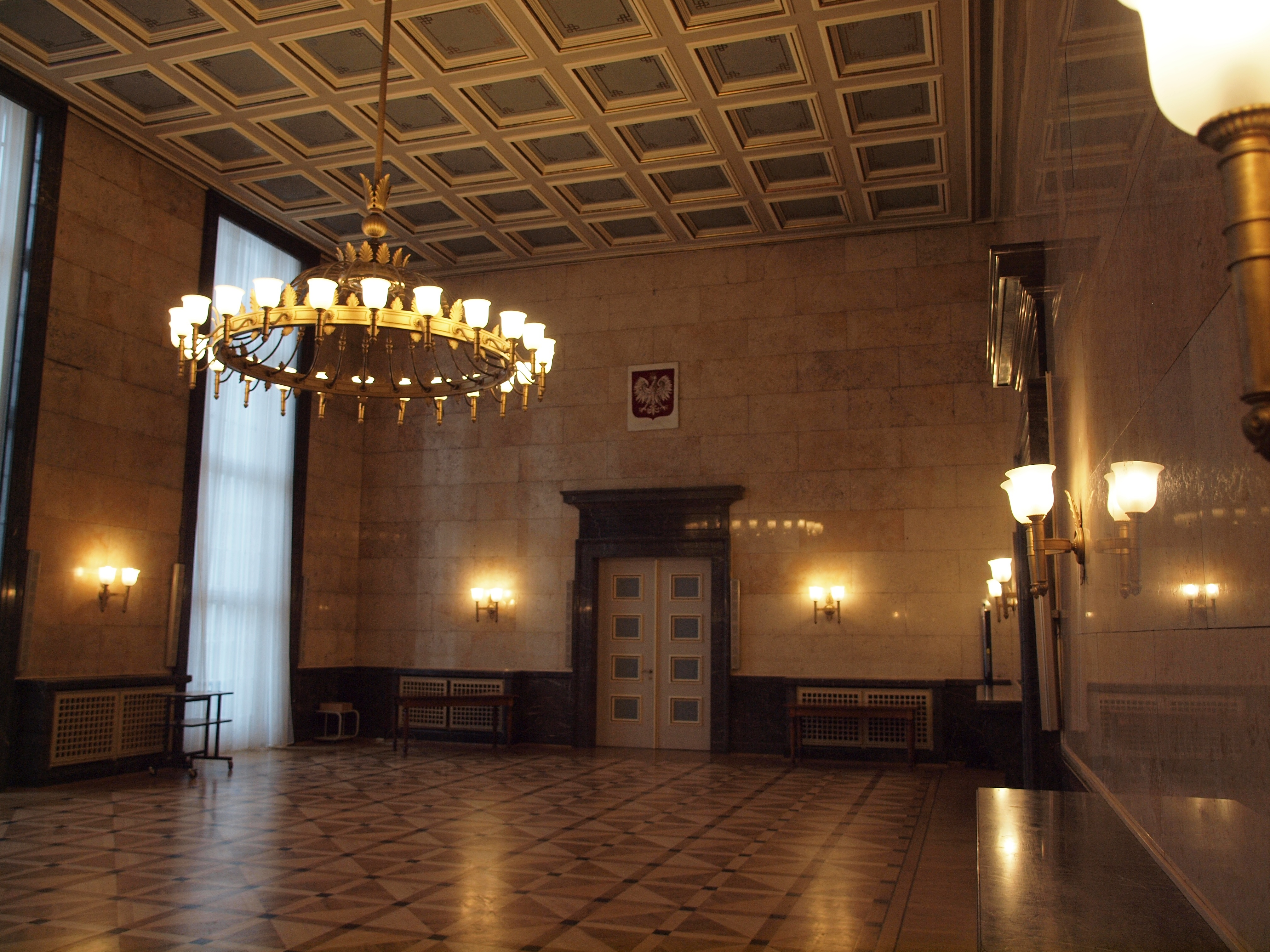
Sala Marmurowa (2010)

Sala Marmurowa, nazywana w latach międzywojennych Recepcyjną, służyła jako miejsce oficjalnych spotkań i balów. Jest zwornikiem dwóch urzędów: marszałkowskiego i wojewódzkiego. Znajduje się ona w zachodnim skrzydle gmachu Sejmu Śląskiego, na drugiej kondygnacji.
Posiada ascetyczny wygląd. Pokryta jest płytami ze sztucznego marmuru, a drzwi umieszczone są w ozdobnych portalach. Po bokach środkowego okna i bocznych portali umieszczone są kaloryfery, których obudowa stylizowana jest na klasycystycznych kominkach z półką. Pierwotnie sala ta miała białe marmurowe ściany, wielkie lustra i trzy balkony, z czego jeden z nich był przystosowany dla orkiestr.
W okresie II wojny światowej została poważnie przebudowana w stylu monumentalnej architektury nazistowskiej, prawdopodobnie według projektu architekta Alberta Speera. Oryginalne pozostawiono wówczas jedynie okna i kasetonowy sufit, a powstała sala, którą z założenia miano upodobnić do wnętrz gmachu Kancelarii Rzeszy w Berlinie. Po II wojnie światowej sala ta nie była przebudowywana. Posłużyła ona później jako plan scenerii dla serialu Stawka większa niż życie, a także w filmach dokumentalnych Bogusława Wołoszańskiego.

### Pozostałe sale i korytarze

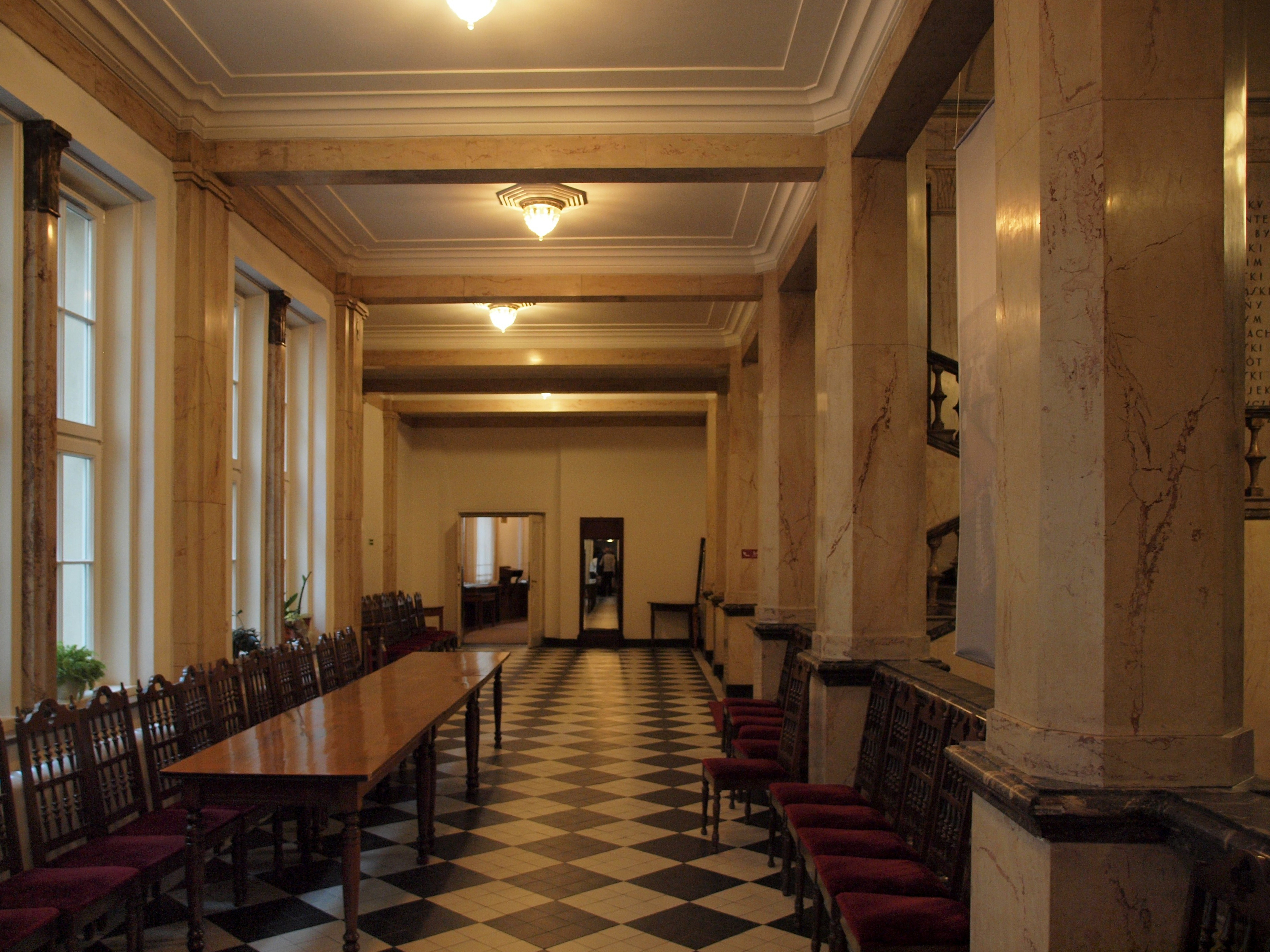
Korytarz na wysokości westybulu

Komunikację poziomą wewnątrz gmachu zapewniają korytarze o łącznej długości 6 km, a pionową cztery klatki schodowe i schody w westybulu oraz cztery windy, także osobna winda paciorkowa. Obwód korytarza na każdym piętrze wynosi około 400 m. Posadzki w korytarzach pokryte są płytkami ceramicznymi.
Z salą Marmurową sąsiadują sale Błękitna i Złota (pierwotnie zwane Towarzyskimi), które znajdują się na wysokości drugiej kondygnacji, w zachodniej części gmachu. W sali Złotej wojewoda przyjmował mniej oficjalnych gości. Pierwotnie znajdowały się tutaj trzy kanapy, stoliki i fotele, natomiast w rogu sali fortepian. Obie sale sąsiadują z pokojami będącymi pierwotnie mieszkaniami przeznaczonymi dla wojewody i marszałka Sejmu Śląskiego. W gmachu tym w okresie przedwojennym mieszkał jedynie wojewoda Michał Grażyński, natomiast marszałek Konstanty Wolny korzystał z przydzielonego mu mieszkania jedynie do celów oficjalnych. Po wojnie nie mieszkano w gmachu i sale te w większości nabrały charakteru reprezentacyjnego i muzealnego.

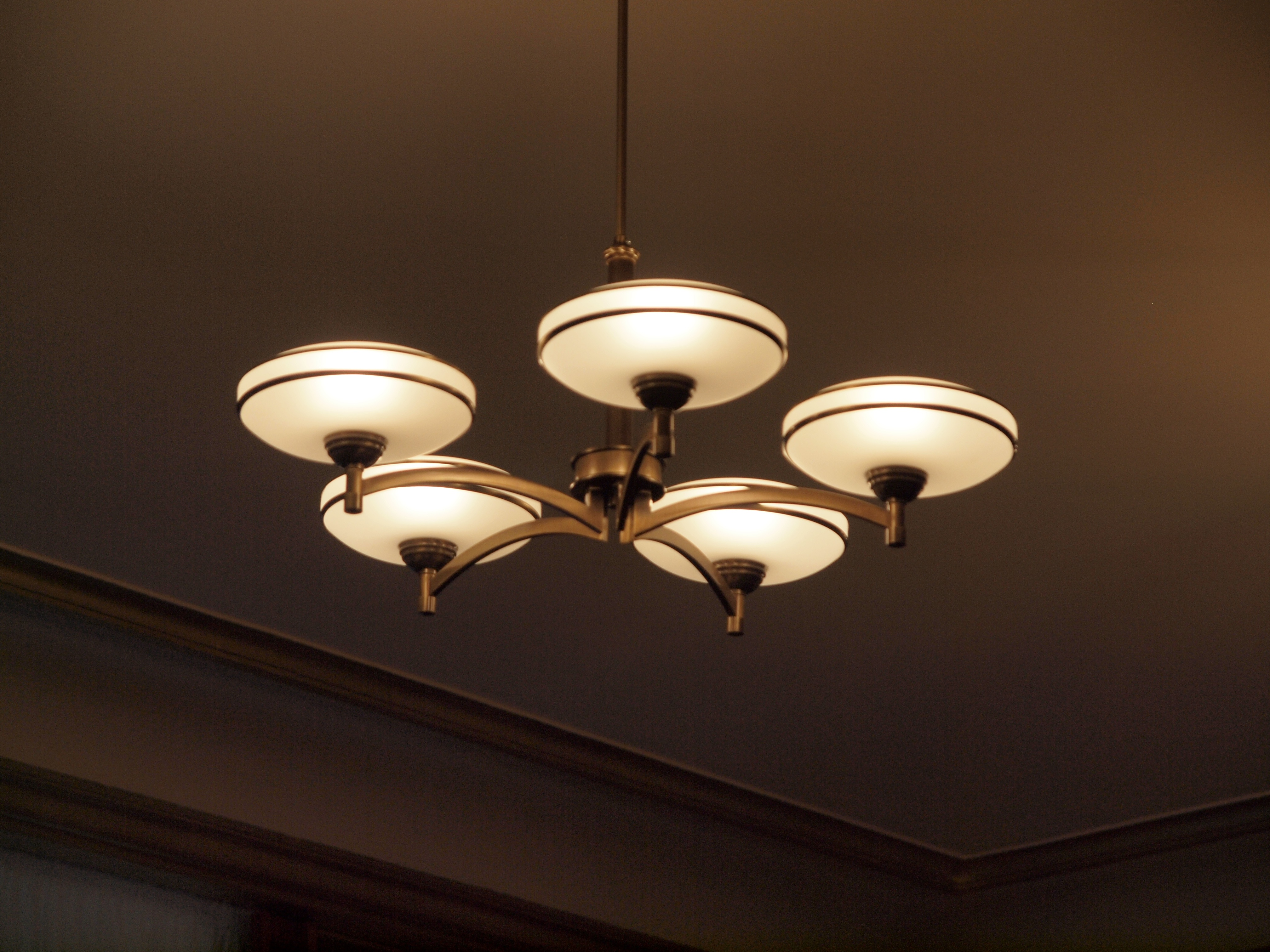
Żyrandol wewnątrz gmachu (2010)

Obok gabinetu Wojewody Śląskiego znajduje się sala Boazeryjna, która jest wykorzystywana jako miejsce rozmów wojewody z odwiedzającymi go gośćmi. Przed II wojną światową służyła jako prywatny salon wypoczynkowy wojewody Michała Grażyńskiego. W latach 90. XX wieku, w trakcie gruntownych prac konserwatorskich podjętych z inicjatywy ówczesnego wojewody katowickiego Wojciecha Czecha, usunięto z boazerii wiele warstw farb, przywracając jej pierwotny wygląd.
Gabinet Wojewody Śląskiego przed wojną służył jako sala jadalna, a właściwe biuro znajdowało się w salce obok. W pozostałych pomieszczeniach pierwotnego mieszkania wojewody Michała Grażyńskiego swoje pomieszczenia posiadają wicewojewodowie oraz dyrektor Biura Wojewody.

### Podziemia
W podziemiach budynku Sejmu Śląskiego znajduje się skarbiec, w którym w okresie międzywojennym przechowywano tzw. Skarb Śląski. Jego mury mają około 1,5 metra grubości, a prowadzą do niego drzwi pancerne grube na 40 cm. Pod nim znajduje się basen, który miał zabezpieczać przed podkopem. Skarbiec przed opróżnieniem służył jako archiwum urzędu.
Podczas II wojny światowej część piwnic zostało przez Niemców przekształcona w niewielki schron, który po II wojnie światowej miał pełnić także funkcję przeciwatomową. Zachował się tam sprzęt łącznościowy oraz mieszalnik powietrza, a także m.in. mapa województwa katowickiego, apteczki pierwszej pomocy czy maski przeciwgazowe.
W podziemiach gmachu znajduje się również kilka tuneli przewidzianych najprawdopodobniej do skrytej ewakuacji dostojników i osób w nim zatrudnionych. Jako najbardziej prawdopodobną hipotezę ich powstania podaje się, że zostały zbudowane zaraz po II wojnie światowej na zlecenie władz komunistycznych. Jeden z nich, obłożony cegłą i długości prawie 80 m, przechodzi pod ulicą J. Ligonia, a wyjście z niego znajduje się w ogrodzie jednego z pobliskich domów po południowej stronie drogi. Jest to jedyny drożny tunel. Drugi odkryty został podczas postawienia pomnika Wojciecha Korfantego, lecz nieoficjalnie wiadomo było o nim już w latach 70. XX wieku. Trzeci, nieznanej konstrukcji, prowadzi w stronę obecnego gmachu instytucji Katowice Miasto Ogrodów.

Podziemia gmachu Sejmu Śląskiego
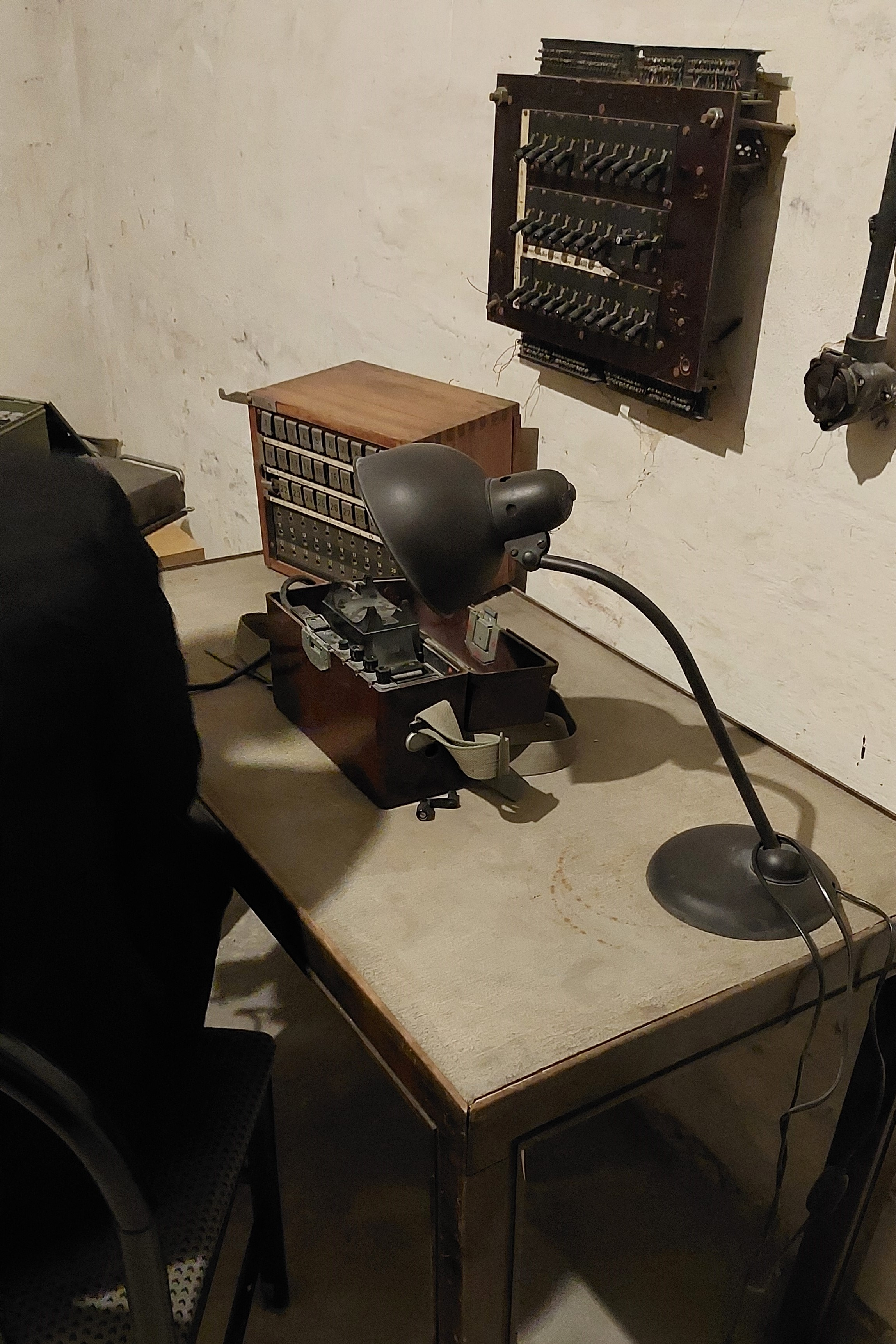
Sprzęt łącznościowy w podziemnym schronie
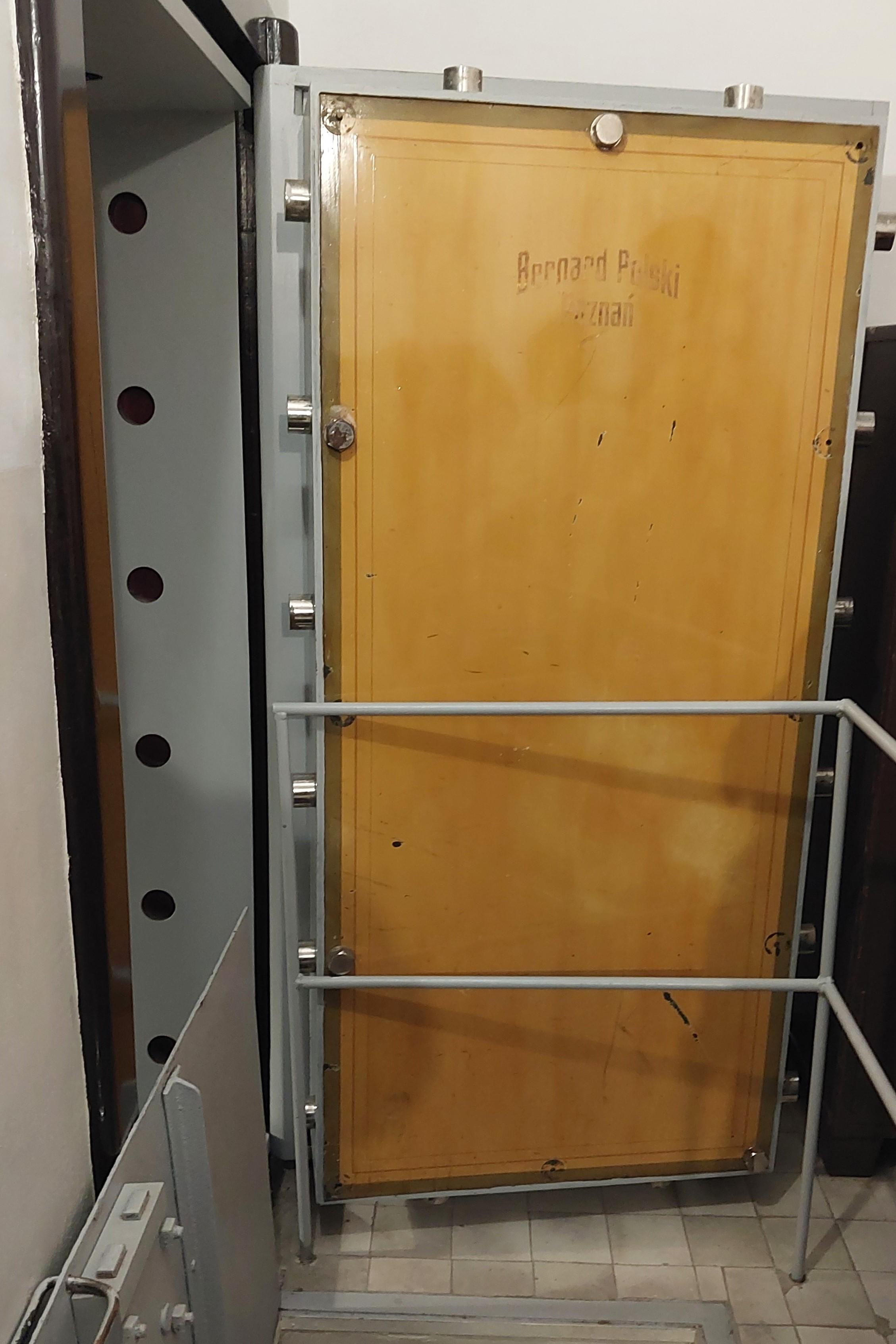
Wzmocnione drzwi do skarbca (2024)
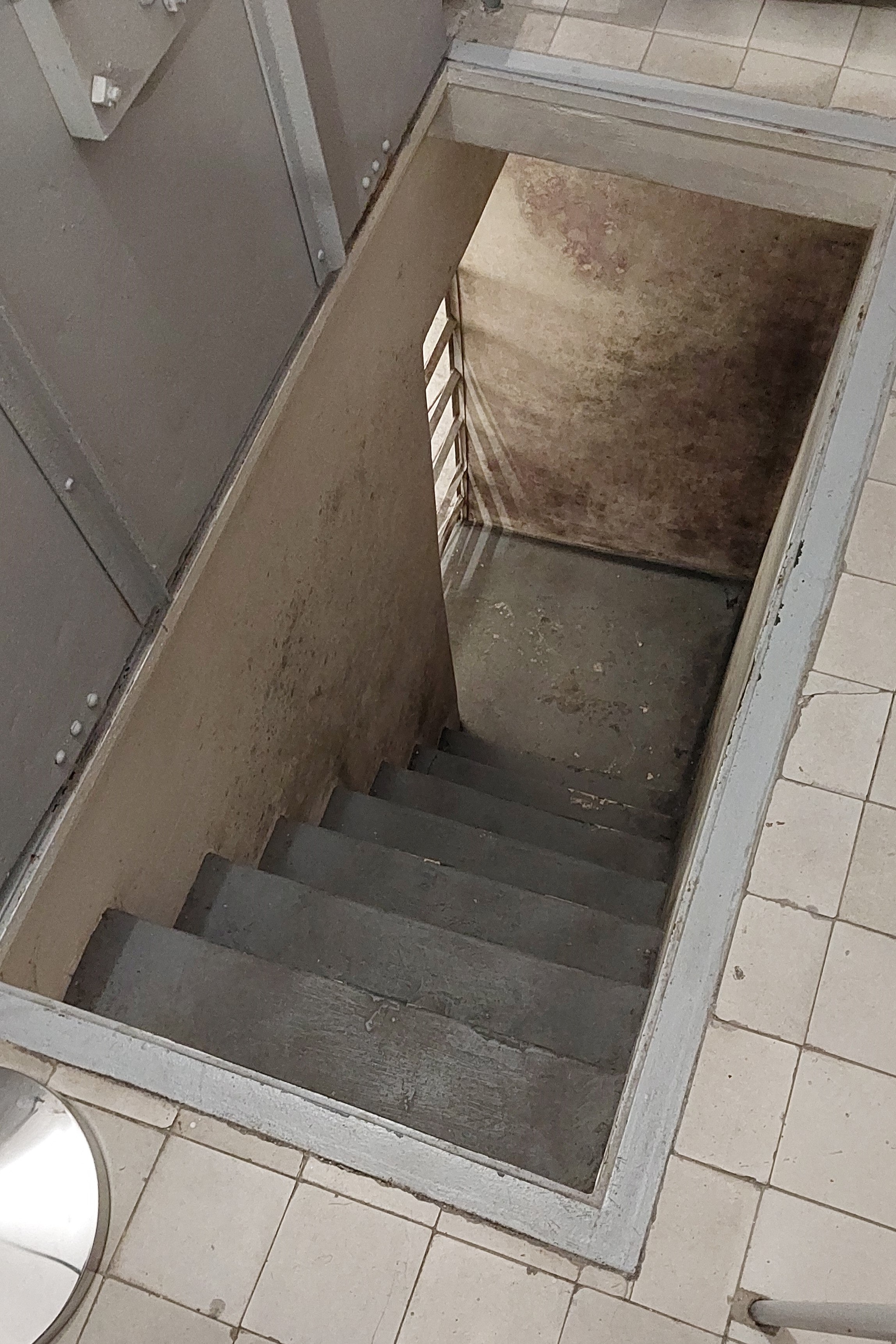
Wejście na poziom basenu pod skarbcem (2024)
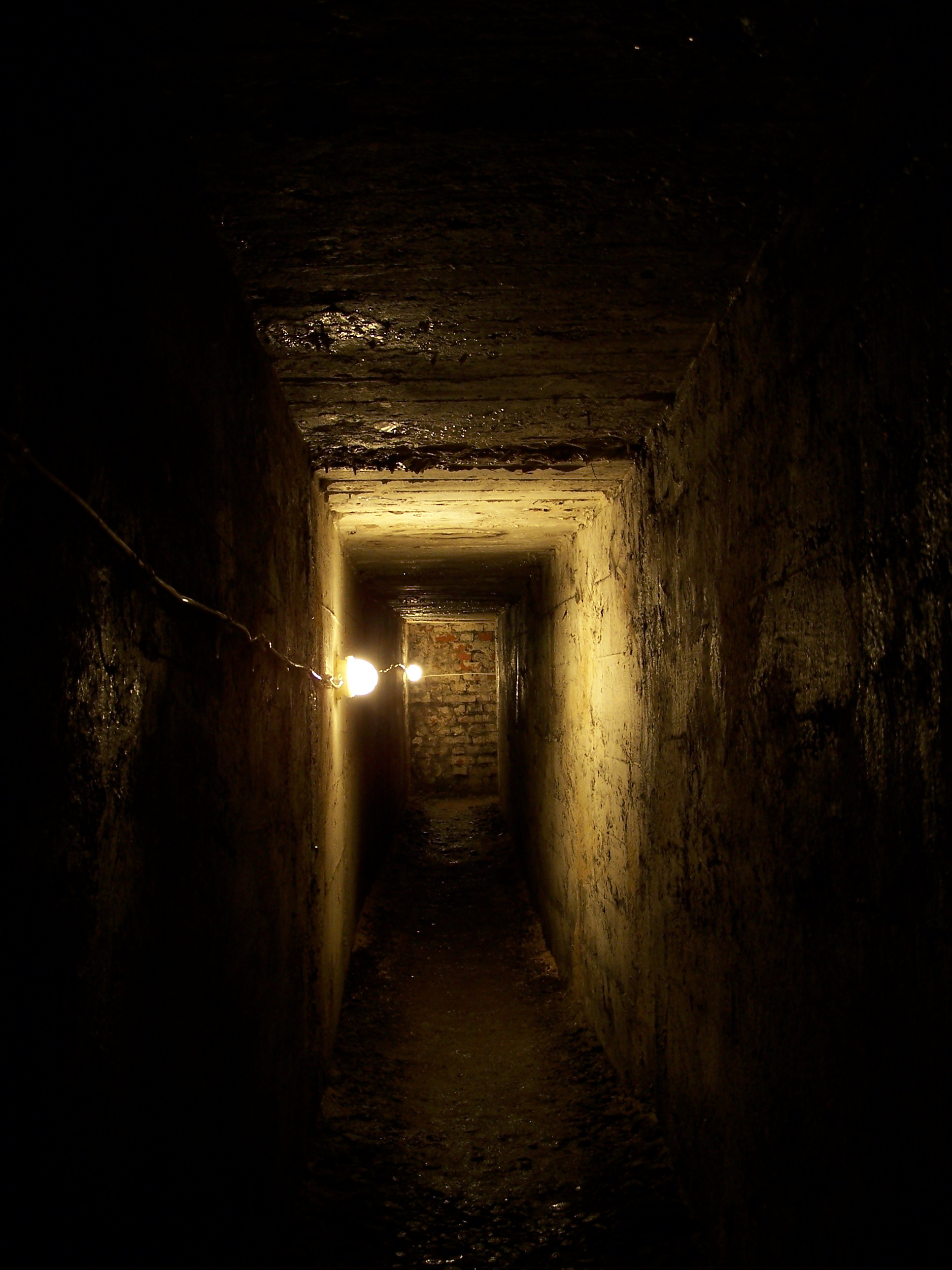
Jeden z tuneli ewakuacyjnych
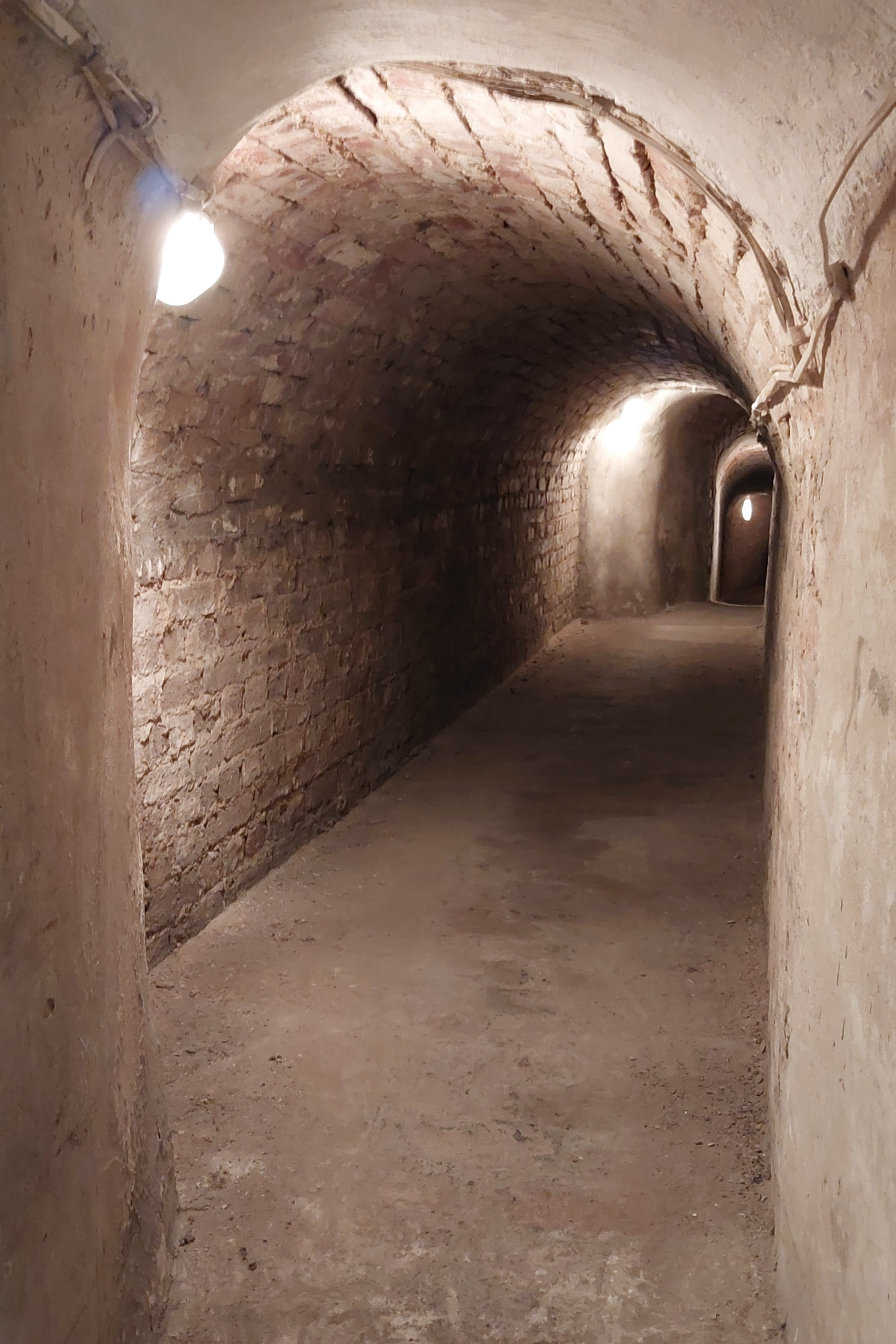
Jeden z tuneli ewakuacyjnych

### Winda paciorkowa
W budynku znajduje się winda paciorkowa, nazywana popularnie „paternoster”, pierwotnie zamontowana w 1929 roku. Jest dziełem niemieckiej firmy VEB Aufzugswerk z Lipska. Posiada 14 kabin będących w ciągłym ruchu z prędkością 0,286 m/s. Funkcjonowała do 1967 roku, kiedy to z przyczyn technicznych została unieruchomiona. Gruntownie zrekonstruowano ją, usuwając poprzednią konstrukcję, w końcu lat 70. XX wieku i uruchomiono ponownie w 1980 roku.
2 kwietnia 2025 roku została ona uruchomiona po przeprowadzonej renowacji, która trwała od 2024 roku. W ramach tych prac obudowę z płyt wiórowych zastąpiono mahoniem, a także wstawiono pozłacane poręcze i stylizowane lampy. Koszt przeprowadzonej renowacji wyniósł niemal 1 mln zł.

## Filatelistyka
Poczta Polska wyemitowała 1 kwietnia 1937 roku znaczek pocztowy przedstawiający Gmach Sejmu Śląskiego o nominale 20 gr, w serii Wydanie obiegowe – różne widoki (2). Wydrukowano 3,5 mln sztuk. Autorem projektu znaczka był W. Borowski, ryt wykonał J. Piwczyk. Znaczek pozostawał w obiegu do wybuchu II wojny światowej.